# Игра Матасова — Петрова
Игра Матасова — Петрова — дебют в русских шашках. Табия дебюта возникает после ходов 1. ef4 fg5 2.fe5 d:f4 3.g:e5. В числе самых необычных дебютных схем. Белые начинают самым слабым первым ходом из 7 возможных, а чёрные сильнейшим ответом 1..fg5 вынуждают искать белых защиту, которая в этом дебюте заключается в остром выпаде в центр, предлагая сопернику выиграть шашку, ослабляя свои фланги.

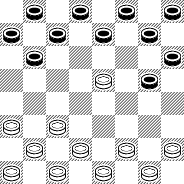
Табия дебюта